# Coelophragmus auriculatus
Coelophragmus es un género monotípico de plantas fanerógamas pertenecientes a la familia Brassicaceae. Su única especie: Coelophragmus auriculatus, es originaria de Estados Unidos.

## Descripción
Son hierbas, anuales, escasamente a densamente pilosas, al menos, por debajo. Tallos de (2 -) 3-12 (-15) dm, erectos, simples o ramificados, con frecuencia,  arriba. Las hojas basales no  rosuladas, poco marchitas; las caulinarias inferiores y medias pinnatífidas a runcinadas; pecíolo de 1-6 cm, auriculadas a amplexicaule en la base; Limbo oblanceolado a obovado en contorno, (2 -) 3-12 (-17) × (1.5-) 2.5-6 (-8.5) cm, lóbulos laterales ovadas a lanceoladas, lóbulo terminal más grande que los laterales; las caulinarias superiores  corto pecioladas, reducidas gradualmente en tamaño y lobuladas hacia arriba. La inflorescencia en racimos densos; con pedicelos horizontales, 0.5-1 (-1.4) cm, gruesos, rectos o ligeramente curvados hacia arriba, glabros o pubescentes. Sépalos oblongos, de 4-5 x 1-1,5 mm, esparcidamente piloso; pétalos blancos a lavanda, espatulados, 6-10 × 1.5 a 2.5 mm. Frutas lineales, 2-4,2 (-5.3) cm × 0,5-0,7 mm, recta. Las semillas de color amarillento, ovadas, 0,4-0,5 × 0,3-0,4 mm. Floración: mar-noviembre.

## Hábitat
Se encuentra en laderas, suelos lavados superficiales, suelos calcáreos, matorrales, bosques achaparrados de pinos y robles, pisos de grava, a una altitud de 1200-2400 metros.

## Distribución
Se distribuye por México (Coahuila, Chihuahua, Durango, Nuevo León, San Luis Potosí, Zacatecas), Estados Unidos (SW Texas).

## Taxonomía
Coelophragmus auriculatus fue descrita por (A.Gray) O.E.Schulz  y publicado en Das Pflanzenreich IV. 105(Heft 86): 157. 1924.
Etimología
Chlorocrambe: nombre genérico que deriva de las palabras del griego antiguo kilos (Latín coelus) = "hueca" y phragmos = "partición (tabique)", en referencia a las invaginaciones en ambos lados del tabique de las frutas, donde se encuentran las semillas.
hastata: epíteto latino que significa "en forma de lanza".
Sinonimia
- Coelophragmus auriculatus f. firmior O.E.Schulz
- Coelophragmus auriculatus var. lobatus (Brandegee) O.E.Schulz
- Thelypodium auriculatum (A. Gray) S. Watson
- Thelypodium lobatum Brandegee[4]